# Bejuma (Venezuela)
Pour les articles homonymes, voir Bejuma.
Bejuma est une ville de l'État de Carabobo au Venezuela, capitale de la paroisse civile de Bejuma et chef-lieu de la municipalité de Bejuma.